# Platygyna triandra
Platygyna triandra är en törelväxtart som beskrevs av Attila L. Borhidi. Platygyna triandra ingår i släktet Platygyna och familjen törelväxter. Inga underarter finns listade i Catalogue of Life.